# Khetzal
Khetzal (właśc. Matthieu Chamoux) (ur. 1973 w Lyonie) – francuski twórca muzyki goa trance i chillout.
W 2001 wydał chilloutowy singiel „Glaciales Lacrimae” (Ultimae Records), w 2002 „Gyption Road”, a w 2005 pełny album goa trance'owy „Corolle” (Suntrip Records). W  latach 2005-2009 wydał 4-częściową kompilację utworów pt. „Positive Alchemists”.
W swojej twórczości łączy muzykę elektroniczną z instrumentalną, często używa tzw. dźwięków acid i korzysta z charakterystycznych orientalnych chórów i wokali. Najczęstsze są motywy indyjskie, hinduistyczne i buddyjskie, do których nawiązuje nie tylko charakter muzyki, ale również tytuły utworów (np. Djaningar, Anamatha, Avasari, Narayana, Ganesha Pramana, Nyiragongo).